# Рарог (підрозділ)
427-й окремий полк безпілотних систем «Рарог» — підрозділ Сухопутних військ Збройних сил України, що спеціалізується на застосуванні FPV-дронів, аеророзвідці, патрулюванні, коригуванні вогню за допомогою безпілотників.

## Історія
У квітні 2023 році створили роту «Рарог» у складі 24 ОМБр імені Короля Данила. Пізніше він виріс до батальйону.
На початку лютого 2025 року командири «К-2», «Ахіллесу», прикордонного підрозділу «Фенікс», «Рарогу» та «Птахів Мадяра» оголосили про створення проєкту «Сила дронів» (пізніше фігурує як «Лінія дронів»). Одночасно з тим повідомили про переформатування батальйону «Рарог» у полк.

## Командування

### Командири
- з 2023: майор Олег Гуйт («Хасан»).[3][7]

## Традиції

### Назва
Назва підрозділу походить від міфічного сокола давніх слов'ян Рарога, що вилітає з вогненного вихору та сам вивергає вогонь, вихор, бурю.